# Stuyvesant Square

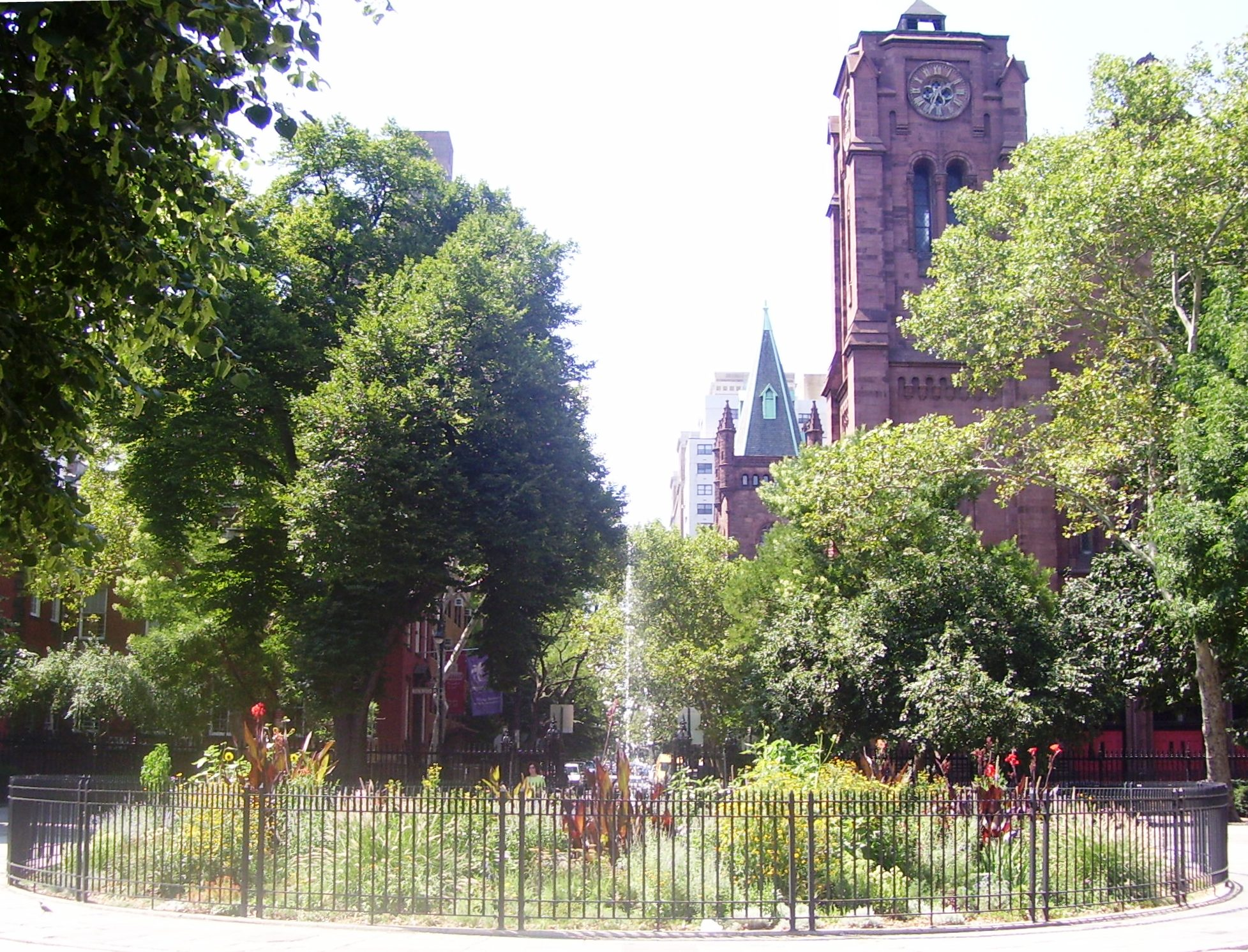
Der Brunnen in der Mitte der Westhälfte des Stuyvesant Square. Im Hintergrund ist die St. George’s Episcopal Church zu sehen.

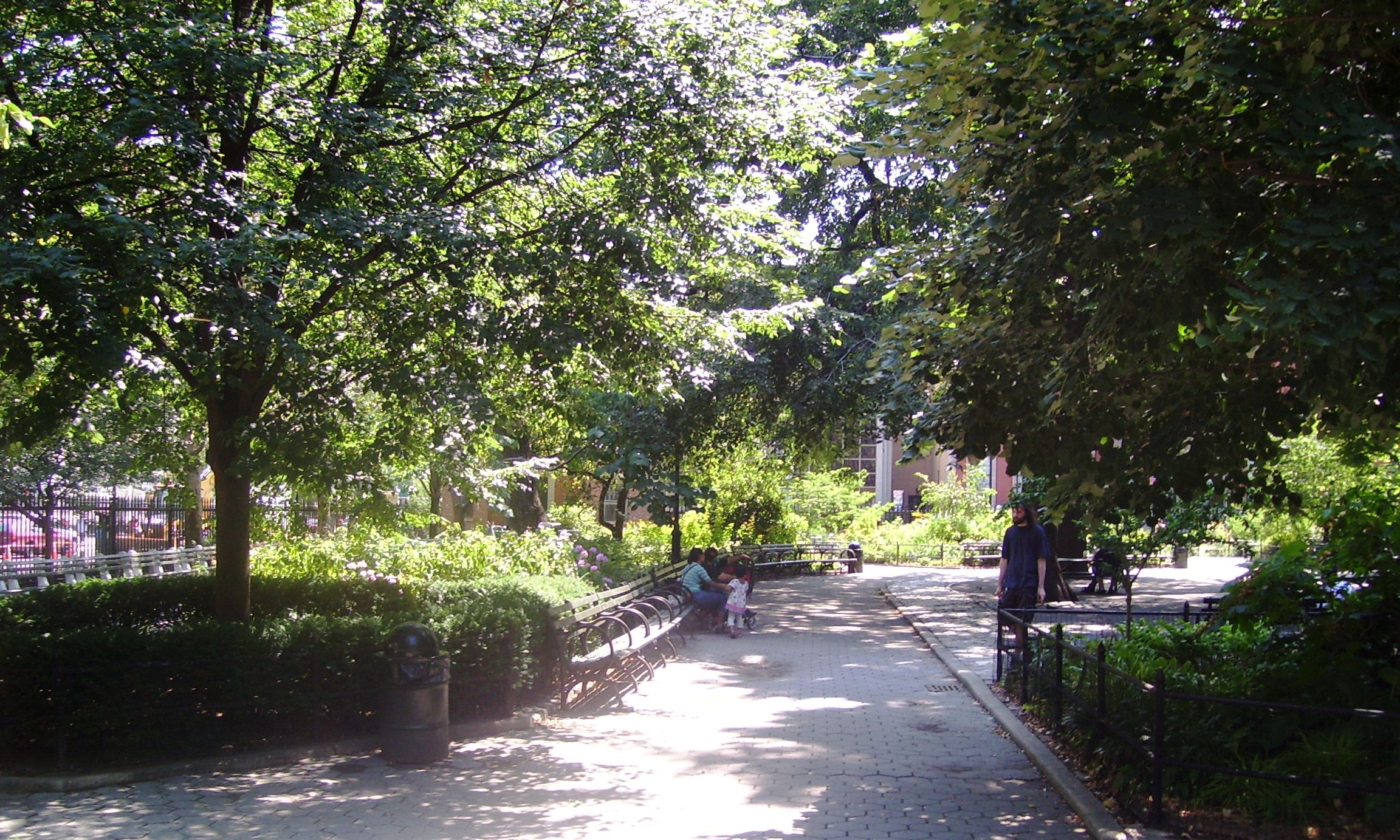
Spazierweg im zentralen Oval des westlichen Teils im Sommer.

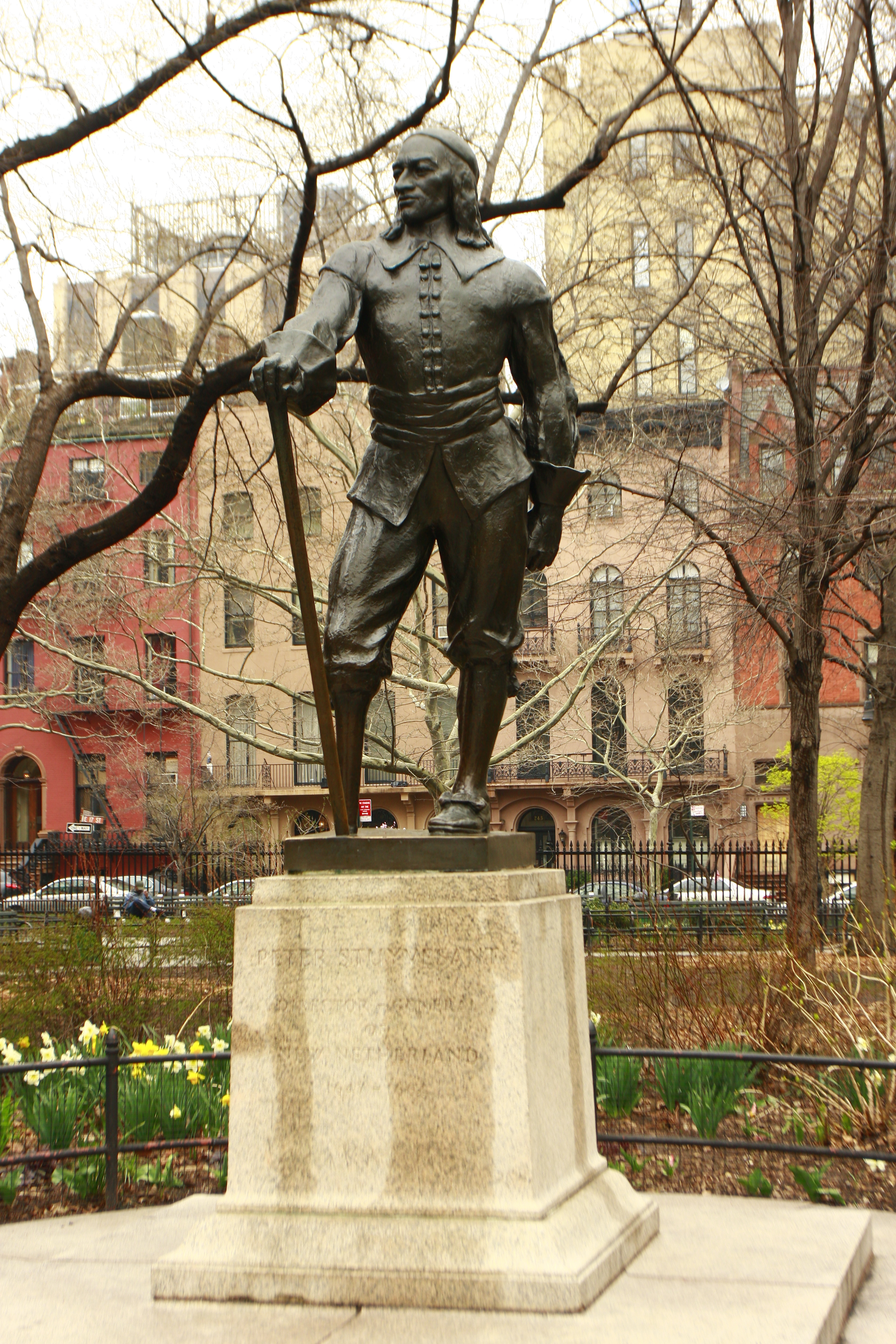
Gertrude Vanderbilt Whitneys Statue von Petrus Stuyvesant (mit Holzfuß) im Stuyvesant Square.

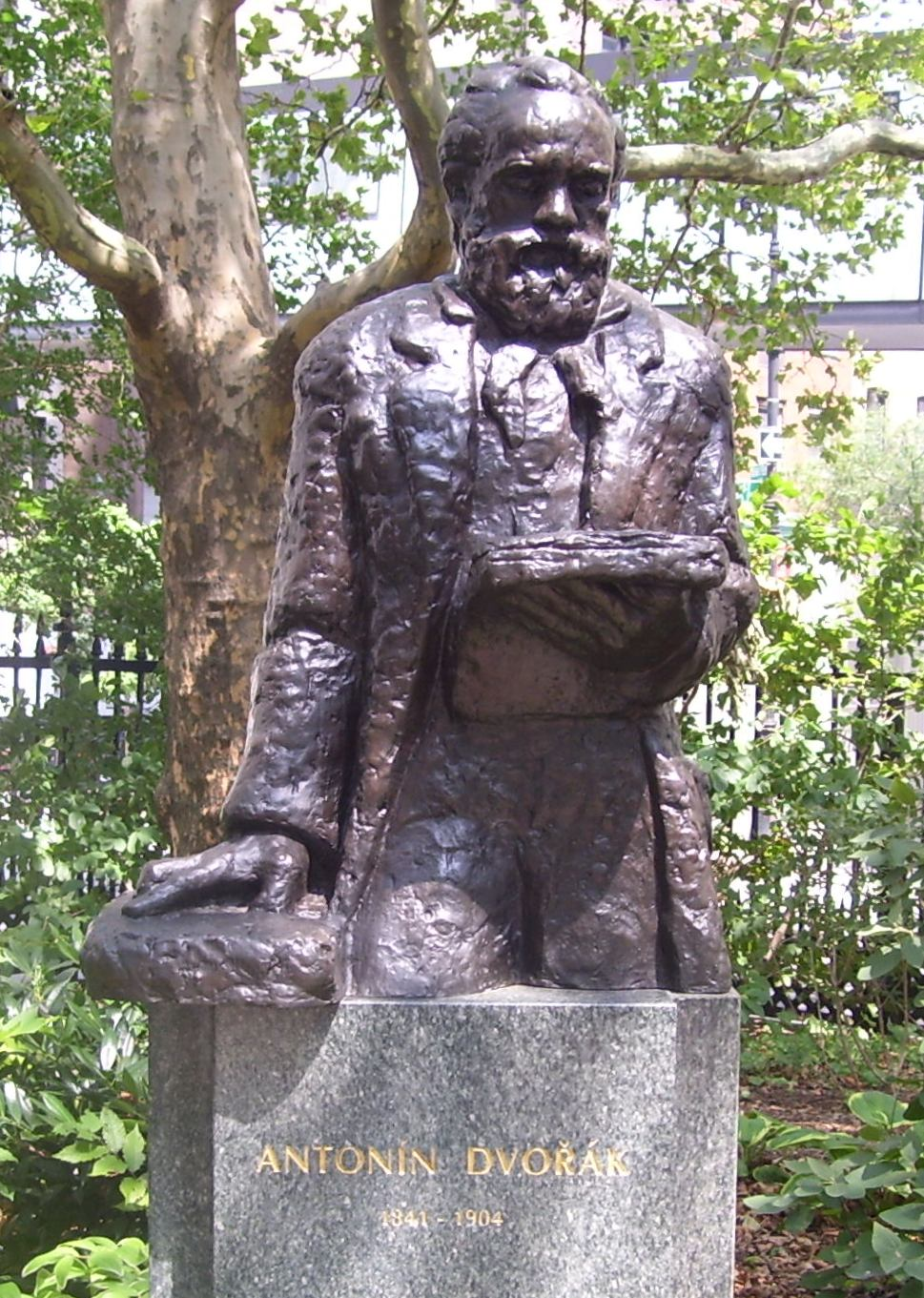
Statue Antonín Dvořáks von Ivan Meštrović

Der Stuyvesant Square ist ein Park im New Yorker Viertel Gramercy Park des Stadtbezirks Manhattan. Der Park wird vom New York City Department of Parks and Recreation gepflegt und verwaltet.

## Lage
Der Stuyvesant Square befindet sich zwischen der 15th Street und der 17th Street sowie Rutherford Place und Nathan D. Perlman Place. Die Second Avenue teilt den Park in eine östliche und eine westliche Hälfte.

## Umgebung
An der östlichen Parkseite befindet sich das Krankenhaus Beth Israel Medical Center, das auf dem Grundstück erbaut wurde, wo zuvor der Komponist Antonín Dvořák 1893 lebte. Eine Statue von Antonín Dvořák von Ivan Meštrović wurde ihm zu Ehren hier aufgestellt. Darüber hinaus befinden sich am Stuyvesant Square das Friends Meeting House and Seminary, die St. George’s Episcopal Church, wo einst J. P. Morgan den Gottesdienst besuchte. In der Nähe befindet sich an der 15th Street das alte Stuyvesant High School Gebäude.

## Geschichte
1836 überließ Peter Gerard Stuyvesant (1778–1847), der Ururenkel von Petrus Stuyvesant (heute allgemein als Peter Stuyvesant bezeichnet), mit seiner Ehefrau Helen Rutherford eine Fläche von knapp 1,6 Hektar der Stuyvesant Farm für symbolische fünf US-Dollar der Stadt New York für einen öffentlichen Park, der ursprünglich Holland Square heißen sollte.
Eine Klage von Stuyvesant im Jahre 1839 trieb das Bauvorhaben des öffentlichen Parks voran, der gemeinsam mit St. John’s Square (nicht mehr existent), dem kurz zuvor geschaffenen Washington Square Park und dem privaten Gramercy Park als Grünanlage in einem Gebiet fungieren sollte, von dem man annahm, dass hier ein gehobenes Viertel entstehen würde. Doch erst 1847 begann die Stadt damit den Park anzulegen, indem sie einen prächtigen gusseisernen Zaun errichten ließ, der heute noch steht und der zweitälteste gusseiserne Zaun New York Citys ist. 1850 schlossen zwei Brunnen die Gestaltung des Parks ab und der Park konnte formell der Öffentlichkeit übergeben werden.
In den ersten Jahren des 20. Jahrhunderts gehörte der Stuyvesant Park zu den nobelsten Adressen der Stadt. Im Stuyvesant Building (17 Livingston Place) am östlichen Ende des Platzes lebten herausragende Persönlichkeiten wie der Verleger George Haven Putnam, der Herausgeber des Harper’s Bazaar Elizabeth Jordan und Elizabeth Custer, die Witwe des Generals George Armstrong Custer.
Die Weihung der St. George’s Church, die sich an der Ecke Rutherford Place und 16th Street befindet und die Eröffnung des Friends Meeting House and Seminary am südwestlichen Teil des Parks, werteten die Gegend zusätzlich auf.
Das erste Haus in diesem Viertel wurde 1842–1843 errichtet. 1858 zog das Krankenhaus „New York Infirmary for Women and Children“ (heute: New York Downtown Hospital), das von Elizabeth Blackwell gegründet wurde und sich vorher in der 7th Street in der Nähe des heutigen Tompkins Square Park befand, an den Stuyvesant Square (321 East 15th Street). Heute befinden sich Wohnungen in diesem Gebäude, nachdem das Krankenhaus erneut umziehen musste. Bis Ende des 19. Jahrhunderts behielt Stuyvesant Square sein elegantes Prestige, vor allem wegen der Ärzte, die in den Krankenhäusern arbeiteten, die Stuyvesant Square säumten.
Wie viele andere städtische Parks wurde auch der Stuyvesant Square seither umfassenden Sanierungsarbeiten unterzogen. In den 1930er Jahren wurde der Park vom Landschaftsarchitekten von Parks Commissioner Robert Moses – Gilmore D. Clarke – verändert, indem Toiletten, Spielplätze und andere Annehmlichkeiten hinzugefügt wurden. Der Park wurde 1937 wiedereröffnet. In den 1980er Jahren wurden die beiden Brunnenanlagen und der gusseiserne Zaun saniert. Darüber hinaus wurde das Kopfsteinpflaster aus Blaustein in zwei Ellipsen neu verlegt. Dabei wurden zugleich die Rasenflächen, Blumenbeete und Sträucher erneuert. Einige alte Bäume, englische Ulmen und Steinlinden, gedeihen weiterhin gut.
Weitere Bereicherungen des Parks sind die Skulptur von Petrus Stuyvesant von Gertrude Vanderbilt Whitney (1941) und die Statue von Antonín Dvořák von Ivan Meštrović aus dem Jahre 1963, die 1997 in den Park versetzt wurde.
Der Park und seine unmittelbare Umgebung wurden 1975 zum Historic District erklärt und damit unter Denkmalschutz gestellt.